# رایان فیلیپ (بازیکن فوتبال)
رایان فیلیپ (انگلیسی: Rayan Philippe؛ زادهٔ ۲۳ اکتبر ۲۰۰۰) بازیکن فوتبال اهل فرانسه است.
از باشگاه‌هایی که در آن بازی کرده‌است می‌توان به باشگاه فوتبال دیژون اشاره کرد.
وی همچنین در تیم ملی فوتبال زیر ۲۰ سال فرانسه بازی کرده‌است.